# Ефтимије Мургу (Караш-Северин)
Ефтимије Мургу (рум. Eftimie Murgu), до 1970. Рударија, је насеље и општина у жупанији Караш-Северин у Румунији .
Према попису из 2021. било је 1.296 становника.

## Географија
Ефтимије Мургу је једно од 15 села Алмашке долине смештено у југоисточном делу округа Караш-Северин на надморској висини од 389 m. Од државног пута 57Б (Оравица−Бозовичи−Баиле Херкулане) одваја се асфалтни пут дуг 6,7 километара који води до села. Ефтимије Мургу лежи на реци Рударији, левој притоци Нере, у југоисточном делу Алмашке долине. Из долине издижу се Алмашке планине чији се западни део налази на територије општине са највишим врхом Свинеча Маре (1224 m). На овим планинама, на вису Прегеда, извире река Рударија која прима бројне притоке, а онда пре него што уђе у село, фомира клисуру у којој има доста јоргована. Две стене у клисури имају људски изглед, а мештани села их зову Адам и Ева. У дужини од 3 километара поређане су бројне воденице почевши од Воденице код тунела до воденице „Дин Царина”.
Ефтимије Мургу је седиште истоимене општине у којој је једино насеље.

## Прошлост
Помиње се 1410. године као Герлиште. Место је у 18-19. веку носило српски назив "Рударје" (Рудари). Када је 1717. године пописан ослобођени Банат, ту има 82 дома. Уследило је насељавање Цинцара са југа Балкана и Олтенаца током 18. века.
Аустријски царски ревизор Ерлер је констатовао 1774. године да место "Рудериа" припада Алмажком округу, Оршавског дистрикта. Село има милитарски статус, а становништво је било претежно влашко. Ту се налазила православна парохија која припада Мехадијском протопрезвирату. Године 1824. ту службују три свештеника: један Србин, парох поп Јован Поповић и два Румуна (у ствари порумуњена Србина) - капелан Јован Сербу и ђакон Димитриј Сербу (Србин).
Према државном шематизму православног клира Угарске у месту је 1846. године било 2431 становник. Православна парохија је припадала Мехадијском протопрезвирату, а црквене матрикуле су заведене 1790. године. При православном храму службује тада парох поп Јован Сирбу, којем је помагао капелан, поп Јован Поповић. Поменути поп Јоан Сарбу (Јован Србин!) (1865-1922), православни свештеник и историчар, спада у ред знаменитих мештана. Био је син ранијег месног свештеника Јакова Сарбу (1865), а у историографији је познат по монографији влашког владара "Михаила Храброг". Сеоску вероисповедну школу похађа 1846/1847. године 150 ученика, којима предаје Илија Кимпијану учитељ.
У месту је рођен румунски политичар адвокат Ефтимије Мургу (1805-1870). По њему је насеље у 20. веку добило ново име.

## Историјски споменици
Заштићени историјски споменици у Ефтимије Мургуу су историјска кућа Јона Сарбуа и комплекс воденица.

### Комплекс воденица у Ефтимије Мургуу
У долини реке Рударије налази се један од највећих молинолошких комплекса у југоисточној Европи. Овде се налазе 22 воденице од дрвета (брвнара) са једним хоризонталним воденичким точком које датирају из 20. века, мада историја сведочи о постојању воденица и пре тога. 1772. забележено је осам воденица, а 1874. године евидентирана је чак 51 воденица. Након великих поплава 1827, 1942. и 1955. остало је 22 воденица које су биле у лошем стању до краја 90-их година прошлог века када почиње њихова рестаурација коју је водио Национални музејски комплекс „ASTRA” из Сибиња. Воденице најчешће носе назив према оном ко их је изградио, према локацији где се налазе или према породици која их поседује. Воденице су поредничке, односно у заједничком су власништву више породица које су називане рандашима (рум. rândași; по румунској речи rând што значи ред) јер је свака породица дође само једном месечно на ред да чува и користи воденицу. Овај обичај опстао је до данас, где свака породица наслеђује свој ред или може да га прода.
Од укупног броја, заштићено је 12 воденица. То су:
- Воденица Максиноања (рум. Moara Mǎxinoanea)
- Воденица Вамуља (рум. Moara Vǎmulea)
- Воденица Хамбароане (рум. Moara Hambaroane)
- Воденица Попеаска (рум. Moara Popeascǎ)
- Воденица Фиризоане (рум. Moara Firizoane)
- Нова неукротива воденица
- Мала неукротива воденица
- Стара неукротива воденица
- Воденица Пацаоања (рум. Moara Pațaoanea)
- Воденица Траилоања (рум. Moara Trǎiloanea)
- Воденица Дачикоања (рум. Moara "Dacicoanea")
- Воденица код тунела (рум. Moara de la Tunel)

## Привреда
Доминантне привредне делатности у општини припадају примарном сектору, а то су земљорадња, воћарство, сточарство и експлоатација дрвета. Пољопривредно земљиште заузима површину од 4.532 хектара, а шуме 5.104 хектара.

## Становништво
Према попису из 2021. у селу и општини живело је 1.296 становника што је за 332 мање (-20,39%) у односу на попис из 2011. када је било 1.628 становника.
| Етнички састав према попису из 2021.‍ | Етнички састав према попису из 2021.‍ | Етнички састав према попису из 2021.‍ | Етнички састав према попису из 2021.‍ | Етнички састав према попису из 2021.‍ |
| ------------------------------------ | ------------------------------------ | ------------------------------------ | ------------------------------------ | ------------------------------------ |
|                                      |                                      |                                      |                                      |                                      |
| Румуни                               | Румуни                               |                                      | 1.221                                | 94,21%                               |
| Остали                               | Остали                               |                                      | 3                                    | 0,23%                                |
| Непознато                            | Непознато                            |                                      | 72                                   | 5,56%                                |

### Попис2002.
| Етнички састав према попису из 2002.‍ | Етнички састав према попису из 2002.‍ | Етнички састав према попису из 2002.‍ | Етнички састав према попису из 2002.‍ | Етнички састав према попису из 2002.‍ |
| ------------------------------------ | ------------------------------------ | ------------------------------------ | ------------------------------------ | ------------------------------------ |
|                                      |                                      |                                      |                                      |                                      |
| Румуни                               | Румуни                               |                                      | 1.815                                | 99,7%                                |
| Украјинци                            | Украјинци                            |                                      | 5                                    | 0,3%                                 |

### Хронологија
| Година       | 1992 | 1993 | 1994 | 1995 | 1996 | 1997 | 1998 | 1999 | 2000 | 2001 | 2002 | 2003 | 2004 | 2005 | 2006 | 2007 | 2008 | 2009 | 2010 | 2011 | 2012 | 2013 | 2014 | 2015 | 2016 | 2017 |
| ------------ | ---- | ---- | ---- | ---- | ---- | ---- | ---- | ---- | ---- | ---- | ---- | ---- | ---- | ---- | ---- | ---- | ---- | ---- | ---- | ---- | ---- | ---- | ---- | ---- | ---- | ---- |
| Становништво | 1961 | 1960 | 1960 | 1949 | 1947 | 1959 | 1925 | 1909 | 1904 | 1876 | 1859 | 1827 | 1777 | 1770 | 1747 | 1721 | 1729 | 1724 | 1695 | 1670 | 1657 | 1647 | 1621 | 1607 | 1594 | 1559 |